# طومي بيرنت
طومي بيرنت هو محامي وسياسي أمريكي، ولد في 1 أغسطس 1942، وتوفي في 17 سبتمبر 2009. نشط حزبياً في الحزب الديمقراطي. وقد انتخب عضو مجلس نواب تينيسي ‏.